# ディスカバリーチャンネル
ディスカバリーチャンネル（Discovery Channel）は、ワーナー・ブラザース・ディスカバリーが運営するアメリカの衛星テレビおよびケーブルテレビネットワークチャンネル。

## ディスカバリー・コミュニケーションズ
ディスカバリー・コミュニケーションズは1984年にジョン・ヘンドリックスによってアメリカ合衆国で設立された。
1985年6月17日放送開始。2017年現在、45言語で220カ国以上の国々で放送されており、全世界で58のチャンネルブランドを展開。世界最大のドキュメンタリー専門チャンネルである。
科学・テクノロジー、歴史、車・バイク、建築、ミリタリー、人体、旅、パニック・災害、超常現象・事件・事故、冒険・挑戦の10ジャンルを網羅している。
2009年4月より新ロゴに変更。

## ディスカバリーチャンネル
日本では1987年、三菱商事を通じてケーブルテレビ局や衛星放送への番組供給を開始。
1997年、ジュピター・プログラミング・ネットワーク（住友商事とTCIの合弁。現・JCOM メディア事業部門）との合弁会社「ディスカバリー・ジャパン株式会社」を設立、同年10月に旧・スカパー!でディスカバリーチャンネルの放送を開始。
現在、ケーブルテレビ局やスカパー!プレミアムサービス（衛星一般放送事業者は標準画質放送はジュピターサテライト放送、ハイビジョン放送はスカパー・エンターテイメント）、スカパー!（東経110度CS放送）（衛星基幹放送事業者はフジテレビ系列のサテライト・サービス）で放送されている。また、2012年9月29日より、スカパー!にて16:9の画角情報を付加し、フルサイズのSD放送を開始した。
無料BS放送でも一部放送されており、BS朝日では2000年12月の開局より「ベスト オブ ディスカバリー」を放送していたが、2007年5月放送を終了した。その後2010年4月より2017年9月までBSフジで『ディスカバリーチャンネル・セレクション』、2018年4月からはBS11にて『ディスカバリーチャンネル傑作選 未知の映像博物館』（2019年10月から『ディスカバリー傑作選』に改題） として放送されている。
また、BSスカパー!やスカチャン5でも『ディスカバリーチャンネル アワー』として一部放送されているモバHO!「モバイル.n」で一部の番組が視聴可能であったが、こちらも2008年9月末で放送を終了している。
インターネットテレビ局であるAbemaTVでは、2016年3月からDocumentaryチャンネル、同チャンネルの終了後2018年3月からはAbema GOLDチャンネルにて一部の番組が放送されていた。2019年5月には単独チャンネルとして「QUEST by Discovery」を開設し、以後の番組配信は同チャンネルに移行している。
2022年2月11日から、日本オリジナル番組『クリエイターとその愉快な仲間たち』（30分番組）が開始し、同年4月1日から、放送時間を1時間に拡大した『IMAGINEZ大学 with Discovery』と改題した後、2023年7月21日から「IMAGINEZ大学」と改題し、30分番組に復した。
2024年9月19日、既にワーナー・ブラザース・ディスカバリーとの間でパートナーシップ契約を締結し、HBO並びにHBO Max（現・Max）作品を独占配信してきたU-NEXTは同日付で新たなパートナーシップ契約を締結し、Maxの作品を同月25日から独占配信することを発表した。配信作品の中にはディスカバリーチャンネルも含まれているため、U-NEXTを経由する形で同チャンネルの作品が配信されることになった。

### ディスカバリーチャンネル（HD放送）
2005年12月、J:COMなど一部ケーブルテレビ局で「ディスカバリーHD」として放送開始。
全番組がHDTV（1080i）で制作された番組で編成され、SDTVからのアップコンバートは行っていない。また、一部の番組を除きドルビーデジタル5.1chサラウンド音声で放送されていた。
また、ディスカバリーチャンネル以外のディスカバリー・コミュニケーションズで制作された番組も放送されていた。
2008年10月1日より「ディスカバリーチャンネル ハイビジョン」にチャンネル名を変更、ディスカバリーチャンネルのサイマル放送となった。
2012年9月29日より「ディスカバリーチャンネル」に再改称。
2016年12月1日よりスカパー!プレミアムサービスの衛星一般放送事業者が、スカパー・ブロードキャスティングからスカパー・エンターテイメントに変更。

### DVD
日本では角川書店と提携してカテゴリー別のシリーズ物として販売を行っていた。現在でも番組によってはDVDが作られているが販売会社は番組ごとに違う。

### その他
日本国内での放送では、本国で最初と最後のCM（スポット）部分は、放送されない。ただし、2011年6月12日22時から放送された「世界から見た東日本大震災」では、全CM部分がカットされている。

## 主な番組
サバイバル
- サバイバルゲーム MAN vs. WILD
- 身も心も裸になる！男女二人のサバイバル The Naked
- ザ・無人島生活
- ザ・マンハント
- 逃走サバイバル

宇宙
- 解明・宇宙の仕組み
- モーガン・フリーマンが語る宇宙
- モーガン・フリーマン 時空の彼方
- ホーキングの好奇心

車・バイク
- 名車再生！クラシックカー・ディーラーズ
- ファスト＆ラウド
- ミスフィット・ガレージ
- カスタム・マスター
- オーバーホール 改造車の世界
- アメリカンチョッパー
- ドリームカー誕生
- ミリタリー・モーターズ
- 全米捜索！バック・トゥ・ザ・フューチャー
- セレブの恩返し 夢の車大作戦
- ロバート・ダウニーJr.名車改造
- 驚異のエンジニアリング - DISCO presents テクノロジーアワー -
- スーパーストリート・ガレージ
- CAR FIX

アドベンチャー
- ベーリング海の一攫千金
- ゴールド・ラッシュ～人生最後の一攫千金～
  - ゴールド・ラッシュ外伝～ホフマン家の挑戦～
- ベーリング海のゴールドラッシュ
- 怪物魚を追え！

サイエンス
- 怪しい伝説

テクノロジー
- 舞台裏のスーパーテクノロジー

犯罪・ミステリー
- エアクラッシュ
- 愛と憎しみの殺人事件簿
- 知られざる犯罪の裏側

フード＆トラベル
- アンソニー世界を喰らう
- アンソニーの世界弾丸ツアー
- ボビー・フレイを倒せ!
- ジャーダのイタリアン・クッキング

ミリタリー
- フューチャーウェポン・21世紀 戦争の真実
- ザ・特殊部隊
- ウエポンマスター

ライフスタイル
- athome presents 明日への扉

日本オリジナル番組
- O・A・SO・BI MASTERS（おあそびマスターズ・第一金曜9:30 - 10:00）

## 自転車チーム
2005年より2007年まで、UCIプロツアーに参戦する自転車のロードレースチームのメインスポンサーとしても活動していた。